# Hanna Maszutina
Hanna Maszutina (pseudonim literacki Hanna Jablonska, ur. w 1981 w Odessie, zm. 24 stycznia 2011 w Moskwie) – ukraińska rosyjskojęzyczna poetka, dramaturżka, prozaiczka, dziennikarka. 

## Życiorys
Zginęła w zamachu na lotnisku Domodiedowo, przylatując na uroczystość odebrania nagrody magazynu “Мистецтво кіно”.
Studiowała prawo międzynarodowe na Akademii Prawa w Odessie. Była żoną Artema Maszutina i matką urodzonej 2007 córki Marii.
Publikowała w almanachu “OMK” (2004-2007) i magazynie “Oktiabr” (2004-2007). Była laureatką międzynarodowych konkursów “Premiera.txt” (2005) i “Jewrazija” (2006). Tworzyła pod pseudonimem „Hanna Jabłonśka”.